# Plan 9 (gruppo musicale)
Plan 9 è un gruppo statunitense neo-psichedelico di Rhode Island, formatosi nel 1979.

## Storia
Alla guida del gruppo è il cantante-chitarrista Eric Stumpo. E la chitarra è lo strumento dominante della band, la prima formazione ne vedeva ben 5 all'opera. Il nome viene da un b-movie del 1959 con Bela Lugosi Plan 9 from Outer Space Mandano un demo a Greg Shaw ottenendo di incidere per la Voxx e la pubblicazione del primo album Frustration, dove suonano delle cover sconosciute al grande pubblico. Il secondo album, Dealing with the Dead, esce per la Midnight e comprende quasi tutti brani scritti da Stumpo. Anche la New Rose fa uscire un loro album, si tratta di una raccolta di vecchie incisioni. Invece sempre per la Midnight esce il loro ultimo album con questa casa discografica, un album dal vivo.
Decidono di non rinnovare il contratto con la Midnight e passano alla Enigma Records per la quale incidono, sempre con un organico super numeroso, il disco che li propone all'attenzione mondiale: Keep Your Cool and Read the Rules. Dopo il disco si "riducono" a "solo" sei componenti: Stumpo, DeMarco, Champlin, Florence, Williams e Villani e si impegnano in lunghi tour.
Nonostante il successo di critica però non riescono a sfondare sul mercato. La formazione cambia un po' e così pure il genere che propongono. Poi per dieci anni si prendono una lunga pausa e pubblicano solo un 45 giri.
L'attività riprende negli anni 2000. Dimenticata però la psichedelia, si cimentano in uno stile jazzato per l'etichetta Criswell Predicts.

## Formazioni
- Eric Stumpo (voce, chitarra)
- John DeVault (chitarra)
- Holly Scanlon (voce)
- Mike Meehan (batteria, voce)
- John Florence (basso)
- Deborah DeMarco (tastiere)
- Tom Champlin (chitarra)
- Eric Vandelin (chitarra)
- Evan Williams (chitarra)
- Mikey Ripa (chitarra)
- Brent Hosier (chitarra, voce)
- Evan Laboissonniere (chitarra)
- Joey Traverse (basso)
- Troy Williams (batteria)
- Ben McLellan (violino)
- Roger Vaughn (basso)
- Kevin Fallon (violino)
- Norman Wrigley (batteria)
- Tom Carmody (batteria)
- Steven Andersen (batteria)
- Frank Villani (batteria)
- Brian Thomas (chitarra)

## Discografia

### Album
- 1982 - Frustration (Voxx)
- 1983 - Dealing With the Dead (Midnight)
- 1985 - It's a Live/I Just Killed a Man and I Don't Want to See Any Meat... (live) (Midnight)
- 1985 - Keep Your Cool and Read the Rules (Pink Dust/Enigma)
- 1986 - Anytime Anyplace Anywhere (Restless/Enigma)
- 1987 - Sea Hunt (Enigma)
- 1989 - Ham & Sam Jammin' (Restless)
- 1998 - Pleasure Farm (J-Bird)
- 2001 - Cow Town (Criswell Predicts)
- 2001 - The Gathering (Criswell Predicts)
- 2001 - 9 Men's Misery (Criswell Predicts)
- 2002 - Sour Tongue Readings (Criswell Predicts)
- 2008 - Things I Do (Criswell Predicts)

### Singoli
- I Can't Stand This Love, Goodbye
- 5 Years Ahead of My Time
- Brian T & Plan 9 EP
- Around the USA
- Merry Christmas

### Raccolte
- 1984 - Plan 9 (New Rose)

### Presenza in raccolte
- 1985 - "I Like Girls" da Le Vie En Rose (New Rose Records)
- 1987 - "Man Bites Dog" e "Ship of Fools" da The Enigma Variations 2 (Enigma Records)
- 1990 - "Try to Run" da Rock'n'Rose (New Rose Records)
- 1994 - "Bucket of Blood" da Stock Footage - Music From The Films Of Roger Corman (WorryBird)